# Shannaras alvdrottning
Shannaras alvdrottning, fantasyroman från 1992 författad av Terry Brooks och översatt till svenska av Birgitta Gahrton. Tredje delen av fyra i serien Arvet från Shannara.

## Handling
Wren Ohmsford har tillsammans med sin lärare och vän Garth letat överallt i de fyra länderna efter de försvunna alverna, utan att hitta någonting. Tack vare en ledtråd från en sierska lyckas de dock få tag i Tiger Ty. Han är vingryttare som tar sig fram på en gigantisk tränad fågel Rock och vet att alverna flytt till ön Morrowindl ute i havet (Blue Dived). Alvernas ö har dessvärre blivit attackerad av demoner och består av en väldigt ogenomtränglig djungel. Wren bestämmer sig trots det för att göra ett försök att finna alverna och på så sätt kanske även få veta mer om sina döda föräldrar. Hon lär sig även en mardrömslik hemlighet om sitt eget folkslag dvs alverna och de onda skuggornerna.